# 강효상
강효상(姜孝祥, 1961년 3월 1일 ~ )은 대한민국의 언론인 출신 정치인이다. TV조선 보도본부장, 조선일보 편집국장을 지냈다. 2016년 새누리당(현 자유한국당)의 비례대표 공천(16번)을 받아 제20대 국회의원이 되었다. 21대 총선에서는 대구 달서병에 공천을 신청했다가 포기하고 서울 중성동갑 지역구에서 진수희 전 의원과 경선을 하였으나, 패배하여 출마하지 못하였다.

## 학력
- 1973년 대구대봉국민학교 졸업
- 1976년 대구중학교 졸업
- 1979년 대건고등학교 졸업
- 1985년 서울대학교 법과대학 사법학과
- 2001년 아메리칸대학교 대학원 국제법 석사

## 경력

### 언론
- 1997년: 조선일보 워싱턴 특파원
- 2002년: 조선일보 경제부장 대행
- 2004년: 조선일보 산업부장
- 2005년: 하버드대학교 연수
- 2006년: 조선일보 사회부장
- 2008년 2월 ~ 2008년 7월: 법무부 변호사시험법 제정 특별분과위원회 위원
- 2008년: 조선일보 경영기획실장
- 2009년: 한국신문협회 기조협의회 회장
- 2010년: 조선일보 편집국 부국장
- 2010년: 조선비즈 대표
- 2011년: TV조선 보도본부장
- 2013년: 조선일보 편집국장
- 2013년: 한국신문방송편집인협회 이사
- 2015년 2월: 한국신문방송편집인협회 운영위원장
- 2015년 9월: 조선일보 미래전략실장, 논설위원

### 정치
- 2016년 5월 ~ 2020년 5월 : 제20대 국회의원 (비례대표, 새누리당→자유한국당→미래통합당, 초선)
- 2016년 5월 ~ 2017년 2월: 새누리당 정책위원회 미래특별위원회 부위원장
- 2016년 5월 ~ 2017년 7월: 제20대 국회 전반기 미래창조과학방송통신위원회 위원
- 2017년 1월: 제20대 국회 헌법개정 특별위원회 위원
- 2017년 2월 : 자유한국당 정책위원회 미래특별위원회 부위원장
- 2017년 4월: 제19대 대통령선거 자유한국당 중앙선거대책위원회 미디어본부장
- 2017년 5월: 국무총리 이낙연 후보 임명동의에 관한 인사청문특별위원회 위원
- 2017년 6월: 자유한국당 사드대책특별위원회 위원
- 2017년 6월: 자유한국당 방송장악저지투쟁위원회 위원장
- 2017년 7월 ~ 2017년 11월: 자유한국당 대변인
- 2017년 7월 ~ 2018년 5월: 제20대 국회 전반기 과학기술정보방송통신위원회 위원
- 2017년 9월 ~ 2018년 6월 : 자유한국당 북핵위기대응특별위원회 위원
- 2017년 11월 ~ 2018년 6월: 자유한국당 당대표 비서실장
- 2017년 11월 ~ 2018년 5월: 제20대 청년미래특별위원회 위원
- 2018년 1월 ~ 2018년 9월: 자유한국당 대구광역시당 달서구 병 당원협의회 위원장
- 2018년 3월 ~ 2018년 5월: 자유한국당 좌파정권 방송장악 피해자지원 특별위원회 위원
- 2018년 5월 23일 ~ 2018년 6월: 6.13지방선거 자유한국당 대구시당 공동선거대책위원회 뉴미디어본부 본부장
- 2018년 7월 ~ 2020년 5월 : 제20대 국회 후반기 환경노동위원회 위원
- 2018년 10월 : 자유한국당 남북군사합의검증특별위원회 위원
- 2018년 12월 ~ 2020년 2월 : 자유한국당 대구광역시당 달서구 병 당원협의회 위원장
- 2018년 12월 ~ 2020년 2월 : 자유한국당 원내부대표
- 2018년 12월 ~ 2019년 7월 : 제20대 국회 후반기 운영위원회 위원
- 2018년 12월 ~ 2020년 5월 : 제20대 국회 공공부문 채용비리 의혹과 관련된 국정조사특별위원회 위원
- 2019년 2월 : 자유한국당 북핵외교안보특별위원회 위원
- 2019년 6월 : 보수의 새길 ABC 운영위원
- 2019년 8월 ~ 2020년 5월 : 제20대 국회 후반기 운영위원회 위원
- 2020년 2월 ~ 2020년 5월 : 미래통합당 원내부대표
- 2020년 2월 ~ 2020년 3월: 제21대 국회의원 선거 서울 중구·성동구 갑 미래통합당 국회의원 예비후보
- 2025년 4월~2025년 4월: 국민의힘 홍준표 제21대 대통령 선거 경선후보 무대홍 캠프 약자와의동행본부장

### 이외
- 2020.06 ~ : 한국고용복지연금연구원 이사장
- 2020.09 ~ : 법무법인 대륙아주 고문
- 이승만 건국대통령 기념사업회 이사
- 스페셜올림픽코리아 이사
- 2023.03 ~ : 대한민국헌정회 홍보편찬위원회 편집위원
- 2023.03 ~ 2023.09: 경인방송 대표이사

## 논란
강효상은 2013년부터 2015년까지 조선일보 편집국장을 지내고 논설위원으로 근무하던 2016년 4월 새누리당 비례대표 16번 후보가 됐다. 비례대표 후보신청 마감일에야 조선일보에 사표를 냈다. 언론인으로서의 직업윤리를 훼손했다는 비판을 받았다. 새누리당 비례대표 16번은 당선 안정권이었으므로 새누리당이 조선일보 고위임원에게 국회의원 자리를 하나 선물한 것이었다. 한겨레 등 언론계에서는 이를 비판하는 기사를 냈으나, 정권교체 이후 김의겸 한겨레 기자가 청와대 대변인 자리를 차지하는 등 진보 언론인들의 정계 진출도 이어지며 강효상의 국회 입성에 대한 진보 언론의 비판도 수그러들었다.

### 세비 반납 공약 파기 논란
2016년 4월13일 치러진 국회의원 선거에 출마한 강효상 의원등 당시 새누리당 소속 후보자 40명은 국민을 상대로 조건부 세비 반납 약속을 했다.
이들은 갑을개혁, 일자리규제개혁, 청년독립, 4050자유학기제, 마더센터 등 대한민국을 위한 5대 개혁과제를 2017년 5월 31일까지 이행하지 못하면 1년치 세비를 국가에 기부 형태로 반납하겠다고 공언하였으며 .계약서를 작성하고“우리는 ‘대한민국과의 계약’에 서약합니다”라며 “서명일로부터 1년 후인 2017년 5월31일에도 5대 개혁과제가 이행되지 않을 경우, 새누리당 국회의원으로서 1년치 세비를 국가에 기부 형태로 반납할 것임을 엄숙히 서약합니다”라고 썼다. 거기다가 신문에 전면광고를 내고 이 광고를 1년간 보관해달라고 하였다. 이 약속에 이름을 올린 당시 후보는 40명이다. 이들 중 당선자는 27명(강석호, 강효상, 김광림, 김명연, 김무성, 김성태, 김순례, 김정재, 김종석, 박명재, 백승주, 오신환, 원유철, 유의동, 이만희, 이완영, 이우현, 이종명, 이철우, 장석춘, 정유섭, 조훈현, 정준길, 지상욱, 최경환, 최교일, 홍철호)에 달한다.
그러나 국정농단 사태가 벌어지면서 5대과제의 이행은 하나도 되지 않았다. 공약 후 1년이 다되어 세비반납 공약이 논란이 되자 자유한국당 의원들은 이날 보도자료를 통해 "20대 총선에서 당선된 자유한국당 의원은 지난 1년간 5대 개혁과제 법안을 발의함으로써 계약 내용을 이행했다”고 말하였다.
그런데 이중 노동개혁을 위한 고용정책기본법 개정안은 마감 시한인 31일 전날 오전 발의됐되었으며 이들이 앞서 발의한 5개 법안은 이행이 된것이 하나도 없이 모두 해당 상임위에 계류 중인 상태다. 이를 두고 '법안 통과가 되지 않았는데 개혁 과제를 이행했다고 볼 수 있는가', 또 '세비 반납을 피하기 위해 졸속 발의한 것 아닌가' 등의 비판이 일고 있으며 약속했던 세비 반납의 조건이 '과제 이행' 여부였다는 점에서 법안 발의만으로는 약속을 이행했다고 할 수 있는지에 대해서는 논란이 되고 있다.

### 외교기밀 유출 논란
2019년 5월 22일 강효상이 학교 후배를 통해 국가정상간의 통화 내용 등 외교기밀을 유출해 공개한 일이 드러나 논란이 됐다.
언론보도에 따르면 2019년 3월에는 정의용 청와대 안보실장과 존 볼턴 미국 NSC 보좌관 사이의 대화가 있었고, 5월 7일에는 문재인 대통령과 트럼프 미국 대통령 사이의 전화 통화가 있었는데, 둘다 외교적으로 비밀 유지가 중요한 정보들이다. 특히 후자는 국가정보원의 《보안업무규정》에서 누설될 경우 국가안전보장에 해를 끼칠 우려가 있다고 명시된 3급 비밀에 해당되는 중요 정보이다. 여기서 나온 대화 정보를 강효상과 같은 고등학교 출신 외교관인 K모 공사참사관이 획득해 학교선배 강효상에게 불법적으로 유포했고, 강효상은 불법적으로 확보한 정보를 3월 대정부질문과 5월 9일 기자회견에서 이용했다.
23일에는 군사적 외교적으로 중요하고 한미 양국정부도 비밀로 유지하던 북한의 핵시설 위치에 대한 정보를 독단적 공개해 그 자체로 논란이 되고 있으며, 이 정보도 불법유출한 기밀정보 중 하나인지 논란이 됐다.
이와 관련해 같은 자유한국당 소속인 윤상현 외교통일위원장은 "어느 때보다 한ㆍ미 관계를 조심스럽게 다뤄야 할 민감한 시기에 국익을 해치는 무책임한 행동을 했다"면서 "모두 냉정을 되찾고 말을 아껴야 한다"고 비판했다. 이명박 정부의 청와대 외교안보수석인 천영우는 "국제사회에서 대한민국을 상종하지 말아야 할 국가로 만드는 행위로서 국민의 알 권리와 공익의 이름으로 정당화될 수 없다"며 "한국당이 강효상 의원의 폭로를 두둔한다면 공당으로서의 자격을 의심받을 큰 실수를 범하는 것"이라고 비판했다.
강경화 외교부 장관은 "용납할 수 없는 일"이라며 "조사 결과가 나오는 대로 엄중히 책임을 묻겠다"고 하였다. 한편 더불어민주당은 강효상 의원을 외교상 기밀누설 혐의로 경찰에 고발했다.

## 역대 선거 결과
| 실시년도 | 선거   | 대수 | 직책     | 선거구   | 정당     | 득표수       | 득표율          | 순위          | 당락 | 비고 |
| -------- | ------ | ---- | -------- | -------- | -------- | ------------ | --------------- | ------------- | ---- | ---- |
| 2016     | 총선   | 20대 | 국회의원 | 비례대표 | 새누리당 | 7,960,272 표 | \| \| 33.50% \| | 비례대표 16번 |      | 초선 |
|          | 33.50% |      |          |          |          |              |                 |               |      |      |

## 같이 보기
- 대한민국 제20대 국회의원 선거 새누리당 후보 목록#비례대표